# Heinz Dieter Schmid
Heinz Dieter Schmid (* 5. Dezember 1921 in Tuttlingen; † 28. Dezember 2009 in Reutlingen) war Lehrer für Deutsch, Französisch und Geschichte am Friedrich-List-Gymnasium Reutlingen, sowie von 1964 bis 1986 Fachleiter für Geschichte am Seminar für Studienreferendare in Tübingen und zugleich Lehrbeauftragter für Geschichtsdidaktik an der Universität Tübingen.

## Werke
Mit seinem Entwurf einer Geschichtsdidaktik der Mittelstufe in der Zeitschrift Geschichte in Wissenschaft und Unterricht kündigte er 1970 ein neues Verständnis des Geschichtsunterrichts im Gymnasium an: weg vom stark erzählenden, lehrerzentrierten Geschichtsunterricht hin zum selbstständigen, forschend-fragenden und schülerzentrierten Unterricht.
Ab 1974 setzte er dieses Konzept mit Hilfe vieler Mitarbeiter durch die Erarbeitung eines völlig neuen Geschichtslehrbuches Fragen an die Geschichte in vier Bänden in die Praxis um. Das Werk erschien zunächst im Hirschgraben-Verlag Frankfurt a. M., später beim Cornelsen Verlag in Berlin. Das Werk war über Jahrzehnte maßgeblich in der Referendarausbildung, setzte sich aber in der Unterrichtspraxis weniger durch. Es bietet keine fortlaufende Erzählung mehr, sondern bestand nur noch aus Materialien für einen Arbeitsunterricht. Weil dies von manchen Lehrern als Überforderung angesehen wurde, nahmen die Autoren in die Bände 3 und 4 Überblickstexte auf.
Die vierbändige Schüler-Ausgabe ist vergriffen, jedoch wurde der letzte Band bearbeitet und neu bei Cornelsen herausgegeben unter dem Titel „Fragen an die Geschichte: Das 20. Jahrhundert“.
Joachim Rohlfes schrieb über Schmid: Er gehörte zu den ersten, die die Erkenntnisse der kognitiven Lerntheorie auf den Geschichtsunterricht angewendet und nachgewiesen haben, dass das Programm des konsequenten Arbeitsunterrichts im Fach Geschichte ohne Abstriche praktiziert werden kann. Schmids didaktischer Kerngedanke ist, dass die Qualität und Fruchtbarkeit historischen Wissens in dem Maße wächst, in dem es aus eigener, selbstbestimmter Erkenntnisbemühung hervorgeht.

## Veröffentlichungen
- Zur Geschichtserzählung im Geschichtsunterricht der Sekundarstufe I. In: Siegfried Quandt, Hans Süssmuth (Hrsg.): Historisches Erzählen. Vandenhoeck und Ruprecht, Göttingen 1982, ISBN 3-525-33475-3.
- Entwurf einer Geschichtsdidaktik der Mittelstufe. In: Geschichte in Wissenschaft und Unterricht. Nr. 21, 1970, S. 340–363.
- Verfahrensweisen im Geschichtsunterricht. In: Joachim Rohlfes, Karl Ernst Jeismann (Hrsg.): Geschichtsunterricht. Inhalte und Ziele. Klett, Stuttgart 1974, ISBN 3-12-972940-2.
- Friedrich von Hardenberg (Novalis) und Abraham Gottlob Werner. Dissertation. Tübingen 1951, OCLC 313241055.

## Belege
1. ↑  Todesanzeige. In: Reutlinger General-Anzeiger. Reutlingen 9. Januar 2010.
2. ↑  Erich Arleth (Hrsg.): Verzeichnis der Lehrer an den Gymnasien von Baden-Württemberg 1984. Pädagogik & Hochschul Verlag, Düsseldorf 10. Mai 1984, S. 327.
3. ↑  Nachruf des Staatlichen Seminars für Didaktik und Lehrerbildung (Gymn.) Tübingen. In: Reutlinger General-Anzeiger. Reutlingen 9. Januar 2010.
4. ↑  Joachim Rohlfes: Geschichte und ihre Didaktik. 3. Auflage. Vandenhoeck & Ruprecht, Göttingen 2005, S. 180.

| Personendaten    | Personendaten                  |
| ---------------- | ------------------------------ |
| NAME             | Schmid, Heinz Dieter           |
| KURZBESCHREIBUNG | deutscher Geschichtsdidaktiker |
| GEBURTSDATUM     | 5. Dezember 1921               |
| GEBURTSORT       | Tuttlingen                     |
| STERBEDATUM      | 28. Dezember 2009              |
| STERBEORT        | Reutlingen                     |